# Beaver
Beaver (Dabrovi; ᑕᓀᖚ, Tsattine, Dunneza, Dane-zaa), pleme Athapaskan Indijanaca nastanjeno u 19. stoljeću u preriji južno od Peace Rivera i njenog gornjeg toka, kraj što se prostire istočno od Stjenjaka u Alberti i Britanskoj Kolumbiji, Kanada. 
Beaveri čije ime znači 'Dabrovi' sami sebe zovu Dunne-za ili 'real people'. Ime Tsattine po kojemu su poznati došlo je od tsades "River of Beavers", ranije ime za Peace River. Porijeklom od Dabrova su Sekani, koji su migrirali u područje Stjenjaka i Sarsi koji su se priključili, odnosno ušli u savez s Blackfoot Indijancima. Rana populacija Dabrova iznosila je oko 900 duša, da bi im se broj 2000. popeo na 2,000 i 2005. na preko 2,100. 
Danas su Beaveri nastanjeni u istim kanadskim provincijama na više lokacija po malenim rezervatima, podijeljeni na više bandi koje sebe nazivaju 'first nation', to su: Beaver First Nation Band (Alberta); ostali su u Britanskoj Kolumbiji: Prophet River First Nation, Blueberry River, Doig River First Nation, Halfway River First Nation, Heart Lake First Nation, Horse Lake i West Moberly First Nation.

## Vanjske poveznice
- Beaver  Arhivirana inačica izvorne stranice od 26. rujna 2007. (Wayback Machine)
- Beaver Indians’ Habitations  Arhivirana inačica izvorne stranice od 20. veljače 2007. (Wayback Machine)
- Names of Tribes or Bands  Arhivirana inačica izvorne stranice od 23. veljače 2005. (Wayback Machine)
- General Characteristics of the Beaver Indians  Arhivirana inačica izvorne stranice od 23. veljače 2005. (Wayback Machine)
- The Beaver Indian’s Reputation for Weakness  Arhivirana inačica izvorne stranice od 23. veljače 2005. (Wayback Machine)
- The Dane zaa Moose Hunt  Arhivirana inačica izvorne stranice od 16. svibnja 2006. (Wayback Machine)
- Foto galerija

- Poglavica Beavera s obitelji. Rijeka Peace River, Alberta, Kanada
- Zimski tipi Beavera, Rijeka Peace River, Kanada
- Beaver (Dunneza) žene u Moberly Lake, Britianska Kolumbija.